# GWSN
GWSN (en coreano: 공원소녀; romanización revisada: Gongwon Sonyeo), también conocido como Girls in the Park, fue un grupo de chicas multinacional surcoreano formado en 2018 con siete miembros: Miya, Seokyoung, Seoryoung, Anne, Minju, Soso y Lena. El grupo debutó el 5 de septiembre de 2018 con la pista principal Puzzle Moon, del extended play The Park in the Night Part One.

## Nombre
GWSN es una abreviación de Gongwon Sonyeo. "Gongwon" (lit. parque) es descrito por el grupo como un lugar "donde cualquiera, sea hombre o mujer, jóven o viejo, puede ir a disfrutarse a sí mismo, sanar sus heridas y soñar". La abreviación también tiene un sentido distinto en inglés, con la G significando "Ground [tierra]" y WSN connotando los distintos puntos cardinales: "West [oeste]", "South [sur]" y "North [norte]", dando a entender las direcciones por las que GWSN quiere llegar a la gente. "Gong-won" también puede ser traducido como Gong, que significa cero en coreano, y Won que representa la palabra en inglés one; significando que mientras las siete miembros estén juntas, siempre serán uno.

## Historia

### 2018-2019: Debut con la serieThe Park in the Night
El 14 de junio de 2018, Kiwi Pop, una subsidiaria de Kiwi Media Group, lanzó un adelanto de su primer grupo de chicas llamado GWSN, junto con la apertura de sus redes sociales y anuncio de la fecha de revelación de las miembros, siendo esta el 18 de junio. Poco tiempo después, las miembros fueron reveladas junto con un video corto y una imagen, empezando con Minju, seguida por Lena, Anne, Soso, Seoryoung, Miya y finalmente Seokyoung, quien fue concursante de Produce 101, donde terminó en el 30.º lugar.
Para incrementar la popularidad predebut del grupo, organizaron actos callejeros en toda Corea del Sur en espacios públicos, primarias, secundarias y transmisiones en vivo vía Facebook, junto con videos de coreografías en YouTube. 
El 8 de julio, Mnet anunció un reality show llamado Got Ya! GWSN, presentando todas las miembros de GWSN.
El 5 de septiembre de 2018, GWSN hizo su debut con el extended play The Park in the Night Part One con el sencillo principal "Puzzle Moon". Realizaron su presentación debut en el Yes24 Live Hall en Seúl. Oficialmente hicieron su debut en el programa musical M Countdown el 6 de septiembre.
El 13 de marzo de 2019, GWSN lanzó su segundo EP The Park in the Night Part Two, con el sencillo principal "Pinky Star (Run)".
GWSN lanzó su tercer EP The Park in the Night Part Three, junto con el sencillo principal "Red-Sun (021)", el 23 de julio. Fue financiado a través de la contribución de los fanáticos en Makestar, en el cual recaudaron USD$27.491.

### 2020-presente:The Keysy próximo regreso
El 17 de enero de 2020, se anunció que la miembro Soso tomaría un descanso debido a una ruptura en un ligamento de su tobillo, por lo que el grupo seguirá promocionando como seis miembros. El 3 de abril de 2020, se reveló que GWSN se movió a una nueva sub-discográfica de Kiwi Media Group conocida como MILES. El grupo hizo su regreso el 28 de abril con su cuarto EP The Keys, con su pista principal "Bazooka!", sin la miembro Soso.
GWSN hará su regreso con su quinto EP el 20 de mayo de 2021, con la alineación completa.

## Miembros
- Miya (미야)
- Seokyoung (서경)
- Seoryoung (서령)
- Anne (앤)
- Minju (민주)
- Soso (소소)
- Lena (레나)

## Discografía

### Extended plays
| Título                           | Detalles del álbum | Posición más alta | Ventas       |
| Título                           | Detalles del álbum | KOR               | Ventas       |
| -------------------------------- | --- | ----------------- | ------------ |
| The Park in the Night Part One   | - Lanzado: 5 de septiembre de 2018 - Discográfica: Kiwi Pop, Kiwi Media Group - Formato: CD, descarga digital Ver listaLista de pistas # Puzzle Moon (퍼즐문) 1. Shy Shy (볼터치) 2. Let it Grow ~ a little tree 3. Yolowa (욜로와) 4. Melting Point 5. Lullaby (잘자)                                                                     | 12                | - KOR: 9,301 |
| The Park in the Night Part Two   | - Lanzado: 13 de marzo de 2019 - Discográfica: Kiwi Pop, Kiwi Media Group - Formato: CD, descarga digital Ver listaLista de pistas # Pinky Star (Run) 1. Toktok (수천 개의 별, 수천 개의 꿈) 2. Bloom (True Light) 3. Miss Ping Pong 4. One & Only 5. Growing 6. Toktok (the park night version)                                           | 11                | - KOR: 7,703 |
| The Park in the Night Part Three | - Lanzado: 23 de julio de 2019 - Discográfica: Kiwi Pop, Kiwi Media Group - Formato: CD, descarga digital Ver listaLista de pistas # Red-Sun (021) 1. All Mine (Coast of Azure) 2. The Interpretation of Dreams (밤의 비행) 3. Total Eclipse (Black Out) 4. Birthday Girl ~ 19 candles 5. Kind of Cool 6. Black Hole 7. Recipe ~ for Simon | 13                | - KOR: 6,373 |
| The Keys                         | - Lanzado: 28 de abril de 2020 - Discográfica: Miles Entertainment - Formato: CD, descarga digital | 6                 | - KOR: 6,879 |

### Sencillos
| Título                                                                                      | Año  | Posición más alto | Álbum                            |
| Título                                                                                      | Año  | KOR               | Álbum                            |
| ------------------------------------------------------------------------------------------- | ---- | ----------------- | -------------------------------- |
| "Puzzle Moon" (퍼즐문)                                                                      | 2018 | —                 | The Park in the Night Part One   |
| "Pinky Star (Run)"                                                                          | 2019 | —                 | The Park in the Night Part Two   |
| "Red-Sun (021)"                                                                             | 2019 | —                 | The Park in the Night Part Three |
| "Bazooka!"                                                                                  | 2020 | —                 | The Keys                         |
| "—" denota lanzamientos que no se posicionaron en listas o no fueron lanzados en esa región |      |                   |                                  |

### Apariciones en bandas sonoras
| Canción           | Año  | Miembro(s)             | Álbum                                 |
| ----------------- | ---- | ---------------------- | ------------------------------------- |
| "Oh Lady Go Lady" | 2018 | Todas                  | Clean with Passion for Now OST Part 2 |
| "Be Your Star"    | 2019 | Seoryoung, Lena (GWSN) | Touch Your Heart OST Part 4           |
| "I'm in Love"     | 2019 | Todas                  | Mother of Mine OST Part 4             |

## Videografía

### Videos musicales
| Año  | Título                                     | Directore(s)                 |
| ---- | ------------------------------------------ | ---------------------------- |
| 2018 | "Puzzle Moon" (퍼즐문)                     | Jiyong Kim (FantazyLab)      |
| 2018 | "Color Me" (물들여줘) (feat. Son Dongwoon) |                              |
| 2019 | "We Need a Change" (feat. Jack Walton)     |                              |
| 2019 | "Pinky Star" (Run)                         | Jiyong Kim (FantazyLab)      |
| 2019 | "Growing" (for Groo)                       |                              |
| 2019 | "Pinky Star" (Run) (dance ver.)            |                              |
| 2019 | "Red-Sun" (021)                            | Korlio (August Frogs Visual) |
| 2019 | "Red-Sun" (021) (dance ver.)               |                              |
| 2019 | "Total Eclipse" (Black Out)                |                              |
| 2020 | "Bazooka!"                                 | Hong Won-Ki                  |

### Programas de televisión
| Año  | Título       | Red  |
| ---- | ------------ | ---- |
| 2018 | Got Ya! GWSN | Mnet |

## Premios y nominaciones
| Ceremonia de premios               | Año  | Categoría                    | Trabajo(s)/nominado(s) |          |
| ---------------------------------- | ---- | ---------------------------- | ---------------------- | -------- |
| Genie Music Awards                 | 2019 | New Artist Award             | GWSN                   | Nominado |
| Genie Music Awards                 | 2019 | The Female New Artist        | GWSN                   | Nominado |
| Genie Music Awards                 | 2019 | Genie Music Popularity Award | GWSN                   | Nominado |
| Genie Music Awards                 | 2019 | Global Popularity Award      | GWSN                   | Nominado |
| Korea Culture Entertainment Awards | 2019 | K-Pop Singer Award           | GWSN                   | Ganador  |
| Mnet Asian Music Awards            | 2018 | Best New Female Artist       | GWSN                   | Nominado |
| Mnet Asian Music Awards            | 2018 | Artist of the Year           | GWSN                   | Nominado |
| Seoul Success Awards               | 2018 | New Artist Award             | GWSN                   | Ganador  |
| Soribada Best K-Music Awards       | 2020 | Rising Star Award            | GWSN                   | Ganador  |